# Morten Rokkedal
Morten Rokkedal (født 10. oktober 1997) er en dansk fodboldspiller, der spiller for Løgstør IF.

## Karriere

### AaB
Morten Rokkedal fik den 29. maj 2016 sin professionelle debut i Superligaen for AaB, da han startede inde i 3-2-nederlaget på udebane mod OB.
Den 10. juni 2016 blev Morten Rokkedal rykket op på klubbens førstehold.

### Thisted FC
Efter ikke at have opnået spilletid i en Superliga-kamp for AaB i 2016-17-sæsonen skrev han den 14. juni 2017 under på en halvårig lejeaftale med den nyoprykkede 1. divisionsklub Thisted FC. Lejeaftalen varede samtidig til udgangen af Morten Rokkedals kontrakt med AaB den 31. december 2017.